# Vlaggetjesdag

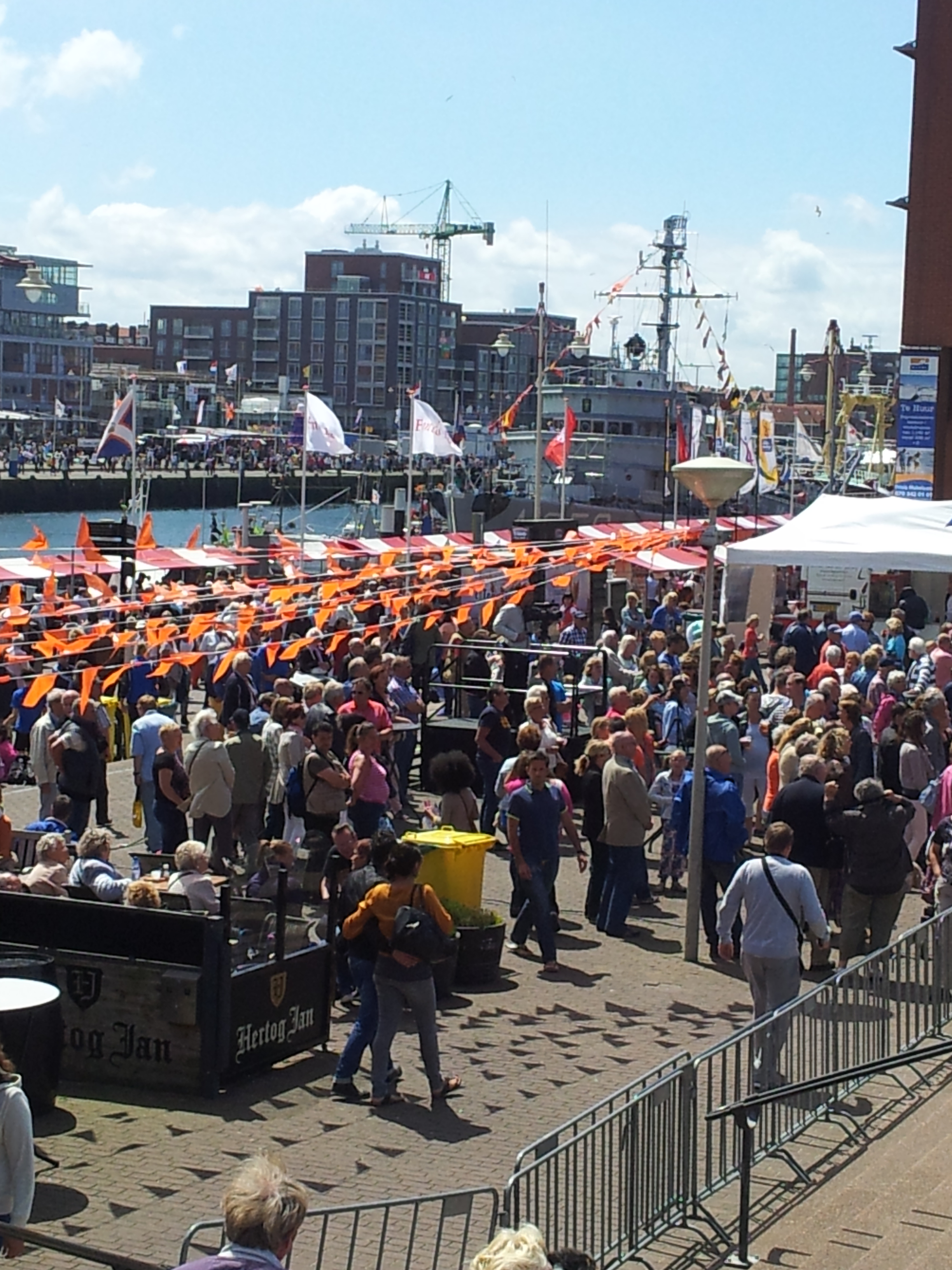
Vlaggetjesdag 2014, Scheveningen

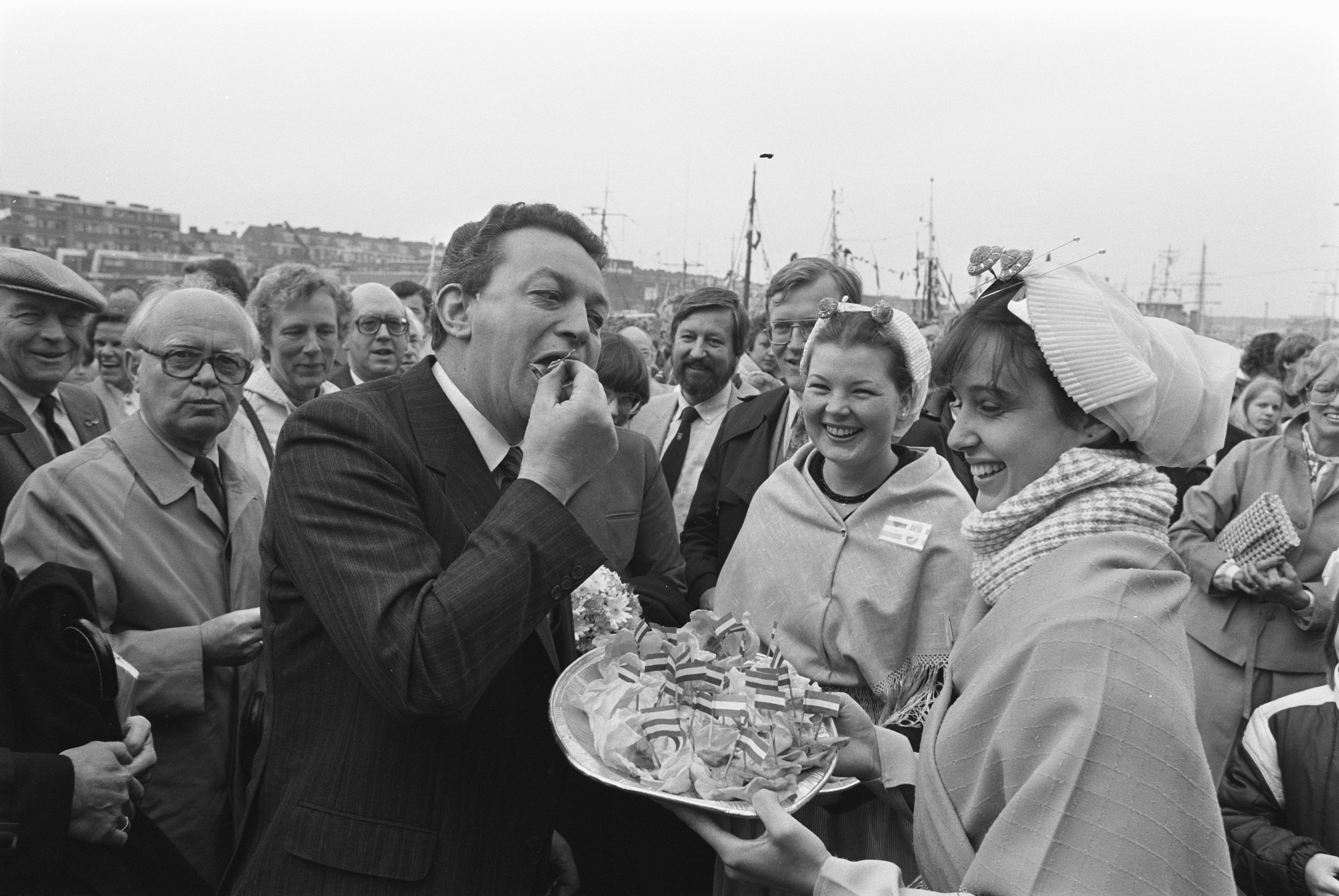
Vlaggetjesdag 1983: Toenmalig minister Gerrit Braks proeft een haring

Vlaggetjesdag is vanaf 1947 een jaarlijkse feestdag in mei of juni die, behalve in Scheveningen, aanvankelijk ook in diverse andere visserijhavens werd gehouden, zoals in IJmuiden en Vlaardingen. 

## Geschiedenis
Van oorsprong was het de dag waarop vissersschepen met vlaggetjes versierd (gepavoiseerd) in de haven lagen op de zaterdag, voorafgaand aan Pinksteren. Er werden op vlaggetjesdag proefvaarten met de haringloggers gemaakt om de motoren, die in de winter stil hadden gestaan, te testen en de kompassen opnieuw in te stellen. Op de dagen direct volgend op Pinksteren voeren de eerste schepen uit om te gaan vissen op haring. De dag van uitvaren werd Buisjesdag genoemd. Vroeger was dit vast op 15 juni. De voorgeschiedenis van de haringvangst is allicht veel ouder. Zo lagen op 14 september 1781 een tiental schuiten gereed voor de afvaart, waarbij stadhouder Willem V dikwijls aanwezig was.
Nadat eind jaren zestig van de 20e eeuw de haringvisserij met de vleet stilviel om plaats te maken voor andere visserijtechnieken met andersoortige schepen, raakte Vlaggetjesdag zijn werkelijke betekenis kwijt.
Tegenwoordig is níet het uitvaren voor de haringvangst, maar de komst van de Hollandse Nieuwe de reden om het Scheveningse havengebied en de enkele daar nog liggende schepen op te sieren. In Scheveningen is Vlaggetjesdag een naoorlogs evenement; het is in 1947 ontstaan om zo de verkoop van haring te stimuleren.
Te Scheveningen richtte men zich in de afgelopen jaren voor wat betreft de viering van Vlaggetjesdag - evenals vroeger - op de zaterdag vóór Pinksteren. Toen in 2006 bleek dat de haring op dit tijdstip nog niet voldoende vet was waardoor ze op dat moment niet kon worden aangevoerd, is men de keuze voor Vlaggetjesdag gaan verleggen naar een latere datum. Voor het eerst sinds de traditie van vlaggetjesdag werd de dag uitgesteld. Sindsdien wordt vlaggetjesdag op de derde zaterdag van juni gevierd, waarbij de dag als de nieuwe haring op deze datum nog niet vet genoeg is, wordt gevierd met de haring van het voorgaande jaar. Dit gebeurde in 2013, 2015 en 2023. 
Een en ander wordt jaarlijks bepaald door bij de haringvangst en haringhandel betrokken belanghebbenden. Ook enkele andere plaatsen in Nederland (zoals Zoutkamp en Urk) kennen een vorm van Vlaggetjesdag; echter is die van Scheveningen de meest bekende en meest drukbezochte. In Vlaardingen is Vlaggetjesdag in de jaren 60 verdwenen. Deze is vervangen door het Haring en Bierfestival dat in het laatste weekend van juni plaatsvindt.
Niet alleen de haven, maar ook de Scheveningse winkelstraten de Keizerstraat en de Badhuisstraat worden versierd. Op Vlaggetjesdag is hier een braderie.
In 2020, 2021 en 2025 was er geen Vlaggetjesdag. In 2020 en 2021 moest het evenement worden afgelast vanwege de coronacrisis en in 2025 kon het evenement niet doorgaan vanwege de NAVO-top die dat jaar in Den Haag plaatsvond met als gevolg dat er niet voldoende politie op de been was om het evenement in goede banen te leiden. Als alternatief werd dat jaar op de dag dat het evenement zou plaatsvinden, zaterdag 21 juni, Vlaggetjesdag on Tour georganiseerd in verschillende viswinkels in Scheveningen om zo de mensen toch een soort Vlaggetesdag-gevoel te geven.

## Haringrace
Vroeger was er sprake van een haringrace: het eerste schip dat binnenkwam kon als eerste veilen. Het eerste vaatje had een symbolische betekenis.

## Veiling
De veiling van het eerste vaatje Hollandse Nieuwe, met ca. 45 haringen, vindt traditioneel in Scheveningen plaats, daags vóór de start van de verkoop van de nieuwe haring in het hele land. De opbrengst wordt aan een goed doel geschonken. In 2020 en 2021 heeft er vanwege de coronacrisis geen veiling plaatsgevonden en werd het eerste vaatje geschonken aan de zorg als steun tijdens de coronacrisis. Een overzicht van de veilingen van de afgelopen jaren:
| jaar | opbrengst   | goede doel                     | koper                                           |
| ---- | ----------- | ------------------------------ | ----------------------------------------------- |
| 2024 | € 81 000    | Nederlandse Hersenbank         | Goos Horeca                                     |
| 2023 | € 159 500   | Voedselbank                    | Budget Thuis                                    |
| 2022 | € 113 500   | Stichting Ambulance Wens       | Vereniging Nederlandse Vishandel                |
| 2021 | -           | Medewerkers GGD                | -                                               |
| 2020 | -           | IC-verpleegkundigen            | -                                               |
| 2019 | € 95 500    | Stichting Mag Ik Dan Bij jou   | Makro                                           |
| 2018 | € 78 000    | Hulphond Nederland             | Makro                                           |
| 2017 | € 65 000    | Make-A-Wish Foundation         | Heeren van de Vis                               |
| 2016 | € 90 000    | Stichting Het Vergeten Kind    | Sperwer Groep                                   |
| 2015 | € 53 000    | Nationaal Ouderenfonds         | Visgilde                                        |
| 2014 | € 56 500    | Bio Vakantieoord               | Makro                                           |
| 2013 | € 66 500    | CliniClowns                    | Jaczon BV                                       |
| 2012 | € 95 000    | Jeugdsportfonds                | Start People                                    |
| 2011 | € 67 500    | Jantje Beton                   | Scheveninger' Best                              |
| 2010 | € 58 000    | Stichting Kinderpostzegels     | Makro                                           |
| 2009 | € 66 000    | Stichting Kinderpostzegels     | Jonge Ondernemingsvereniging Harderwijk         |
| 2008 | € 55 000    | Fonds Psychische Gezondheid    | IENS                                            |
| 2007 | € 70 000    | Kankerfonds                    | Jonge Ondernemingsvereniging Harderwijk         |
| 2006 | € 75 000    | Diabetes Fonds                 | Olympia                                         |
| 2005 | € 60 000    | Hersenstichting Nederland      | Radio Noordzee & Koninklijke Ouwehand           |
| 2004 | € 26 000    | Stichting Tegen Zinloos Geweld | Verbond van de Nederlandse Visdetailhandel      |
| 2003 | € 38 000    | Nederlandse Hartstichting      | Katwijkse Visgroothandel Haasnoot               |
| 2002 | € 52 000    | Richard Krajicek-foundation    | Sponsor Bingo Loterij                           |
| 2001 | € 54 450(*) | Stichting Maatjesprojecten     | C1000                                           |
| 2000 | € 52 000(*) | n.b.                           | Vishandel Wout Taal                             |
| 1999 | € 18 000(*) | n.b.                           | Koninklijke Ouwehand                            |
| 1998 | € 38 000(*) | n.b.                           | Stichting Exploitatie Nederlandse Staatsloterij |
| 1997 | € 29 500(*) | n.b.                           | Lucas Bols                                      |
| 1996 | € 20 000(*) | n.b.                           | Visgroothandel Arie Hoek                        |

(*)omgerekend en afgerond vanuit guldens